# Indie rock
O indie rock (derivação de rock independente) é um subgênero de música rock que se originou nos Estados Unidos, Reino Unido e Nova Zelândia entre os anos 1970 e 1980. Originalmente usado para descrever gravadoras independentes, o termo tornou-se associado ao estilo de música que produziam e foi inicialmente usado de forma mesclada com o termo rock alternativo ou "guitar pop rock". Na década de 1980, o uso do termo "indie" (ou "indie pop") começou a mudar de sua referência às gravadoras para descrever um estilo de música produzido em selos punk e pós-punk. Durante a década de 1990, bandas grunge e punk revival estadunidenses e bandas de britpop no Reino Unido invadiram o mainstream e o termo "alternativo" perdeu seu significado contracultural original. O termo "indie rock" tornou-se associado às bandas e gêneros que permaneceram dedicados ao seu status independente. No final da década de 1990, o indie rock desenvolveu vários subgêneros e estilos relacionados, incluindo lo-fi, noise pop, emo, slowcore, post-rock e math rock. Nos anos 2000, as mudanças na indústria fonográfica e a crescente importância da internet permitiram que uma nova onda de bandas de indie rock alcançasse o sucesso no mainstream, levantando questões sobre seu significado como termo.
No início dos anos 2000, um novo grupo de bandas que tocava uma versão despojada e fiel às raízes do rock com guitarras surgiu no mainstream. O avanço comercial dessas cenas foi liderado por quatro bandas: The Strokes, The White Stripes, The Hives e The Vines. A cultura emo também invadiu o mainstream no início dos anos 2000. No final da década, a proliferação de bandas indie estava sendo referida pejorativamente como um "aterro indie", com o termo sendo usado por alguns críticos e pela mídia especializada como subgênero para um determinado tipo da banda indie dos anos 2000, da mesma forma que o britpop é usado para classificar a música britânica com guitarras nos anos 90.

## Características
O termo indie rock, cuja origem vem de "independente", descreve os selos pequenos e de orçamento relativamente baixo em que são lançados, além do ethos faça-você-mesmo das bandas e artistas envolvidos. Embora os acordos de distribuição sejam frequentemente fechados com grandes empresas corporativas, essas gravadoras e as bandas que hospedam tentaram manter a sua autonomia, deixando-os livres para explorar sons, emoções e assuntos de apelo limitado para grandes audiências. As influências e estilos dos artistas foram extremamente variados, incluindo punk, psicodelia, pós-punk e country. Os termos "rock alternativo" e "indie rock" foram usados alternadamente na década de 1980, mas depois que muitas bandas alternativas seguiram o Nirvana para o mainstream no início dos anos 1990, o "indie rock" começou a ser usado para descrever essas bandas, trabalhando em uma variedade de estilos que não perseguiram ou alcançaram sucesso comercial. Esteticamente falando, o indie rock é caracterizado por ter um equilíbrio cuidadoso de visibilidade com ruído, experimentação com fórmulas típicas da música pop, letras sensíveis mascaradas por posturas irônicas, preocupação com a "autenticidade" e a representação de um cara ou garota simples como líder das bandas
A Allmusic identifica o indie rock como incluída numa série de "abordagens musicais variadas [não] compatíveis com os gostos mainstream". Ligado mais por um ethos do que por um gênero musical, o movimento indie rock abarcou uma ampla gama de estilos, desde bandas de influência grunge, passando por bandas experimentais como Pavement, até cantores punk-folk como Ani DiFranco. Na verdade, existe uma lista interminável de gêneros e subgêneros do indie rock. Muitos países desenvolveram uma extensa cena indie local, florescendo com bandas com popularidade suficiente para sobreviver dentro do respectivo país, mas virtualmente desconhecidas em outros lugares. No entanto, ainda existem bandas indie que começam localmente, mas eventualmente atraem um público internacional.
O indie rock é conhecido por ter uma proporção relativamente alta de artistas do sexo feminino em comparação com os gêneros de rock anteriores, uma tendência verificada pelo desenvolvimento do movimento riot grrrl de grupos feministas como Bikini Kill, Bratmobile, 7 Year Bitch, Team Dresch e Huggy Bear. No entanto, Cortney Harding apontou que esse senso de igualdade não se reflete no número de mulheres que dirigem selos independentes.

## História

### Gênese: anos 1970 e 1980

#### Post-punkeindie pop

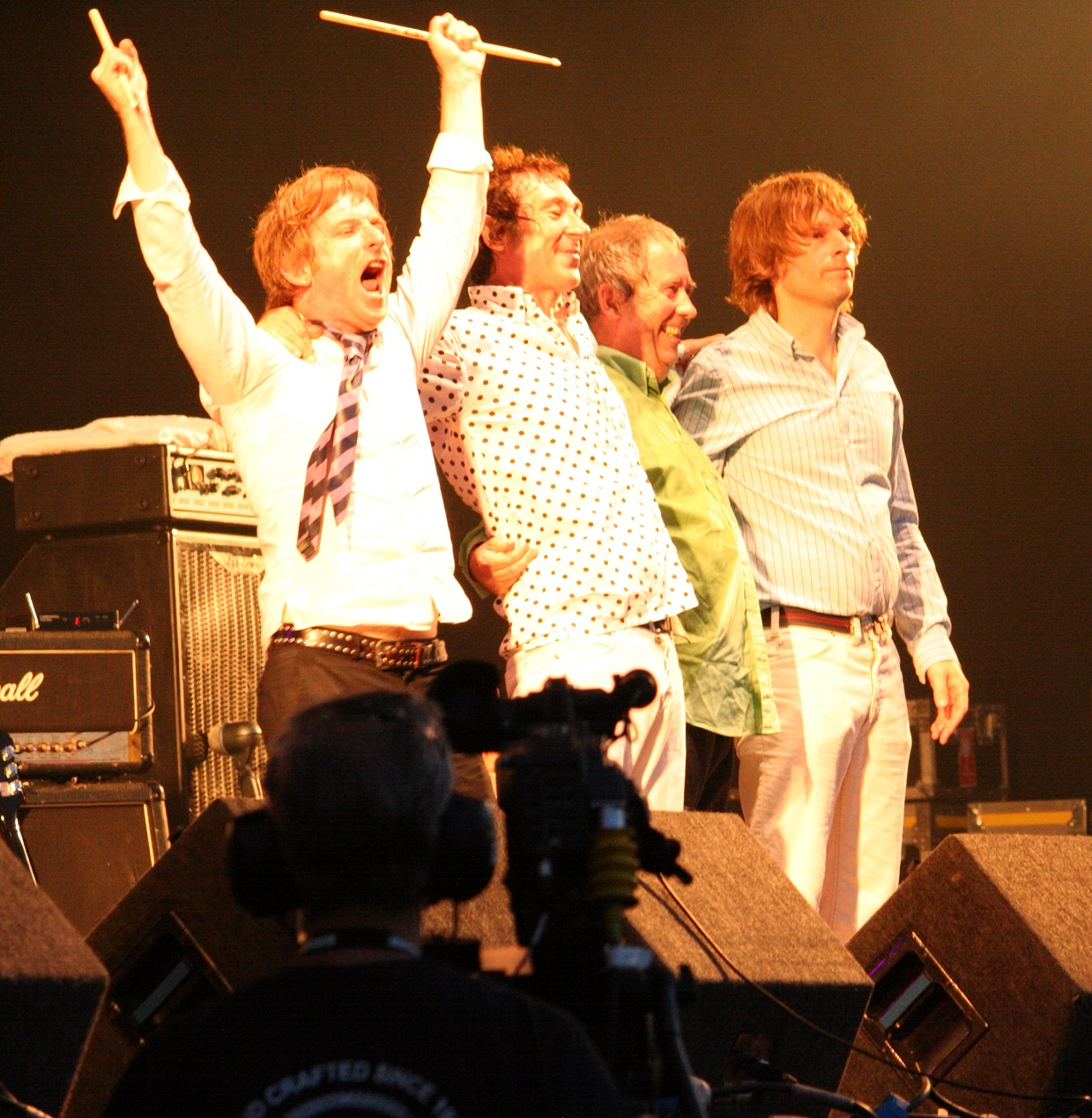
Buzzcocks no Cropredy Festival em 2009

O documentário da BBC Music for Misfits: The Story of Indie aponta o nascimento do indie com o lançamento independente do EP Spiral Scratch em 1977 pela banda de Manchester Buzzcocks. Embora Buzzcocks seja frequentemente classificado como uma banda punk, foi argumentado pela BBC e outros que a publicação de Spiral Scratch independentemente de uma grande gravadora levou à cunhagem do termo "indie" ("indie" como abreviação de "independente").
"Indie pop" e "indie" eram originalmente sinônimos. Em meados da década de 1980, "indie" começou a ser usado para descrever a música produzida em selos pós-punk ao invés dos próprios selos. A cena do indie rock nos EUA foi precedida pelo college rock que dominava as playlists das rádios universitárias, que incluíam bandas importantes como R.E.M. dos EUA e The Smiths do Reino Unido. Essas duas bandas rejeitaram o synthpop dominante do início dos anos 1980, e ajudaram a inspirar o jangle pop baseado na guitarra; outras bandas importantes do gênero incluíam 10.000 Maniacs e The dB's dos EUA; e The Housemartins e The La's do Reino Unido. Nos Estados Unidos, o college rock foi particularmente associado aos sons abrasivos e pesados de distorção dos Pixies, Hüsker Dü, Minutemen, Meat Puppets, Dinosaur Jr. e The Replacements.
No Reino Unido, a compilação da NME de 1986 lançada em cassete chamada C86 se transformou em um documento da cena indie do Reino Unido. A fita contava com Primal Scream, The Pastels, The Wedding Present e outras bandas. A cassete C86 deu seu nome à cena pop indie que se seguiu, que foi uma grande influência no desenvolvimento da cena indie britânica como um todo. Os principais precursores do indie pop incluíam as bandas da Postcard Records, Josef K e Orange Juice e outros selos significativos como Creation Records, The Subway Organization e Glass Records. Sons como o do Jesus and Mary Chain que combinavam o "ruído melancólico" do Velvet Underground com as melodias pop dos Beach Boys, usando a formula Wall of Sound de produção de Phil Spector, se tornaram populares, enquanto enquanto outros grupos como o New Order, que retornou após o fim da banda pós-punk Joy Division, experimentavam vertentes do techno e house music.

#### Noise rockeshoegazing

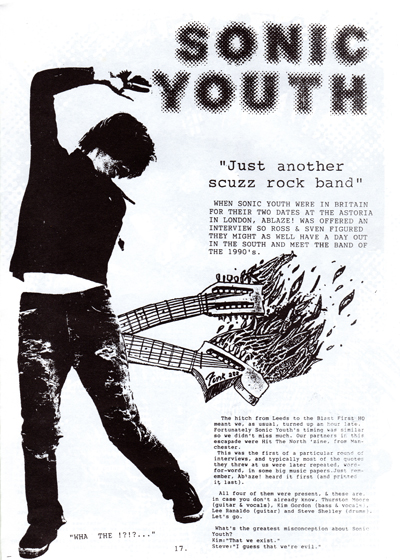
Primeira página de uma entrevista com Sonic Youth na zine Ablaze! em 1989

Ainda no período pré-indie rock, o gênero mais abrasivo e dissidente do punk foi o noise rock, que enfatizava guitarras elétricas distorcidas e pesadas com baterias poderosas. Teve como bandas pioneiras o Sonic Youth, Big Black e Butthole Surfers.
Em 1978, Swans, uma banda influente de Nova York, é conhecida como precursores da cena No Wave, junto com Lydia Lunch e James Chance & The Contortions. Essas bandas foram documentadas por Brian Eno na compilação No New York. Esta cena ficou marcada como uma das grandes influências para o surgimento de vários gêneros fora do mainstream, incluindo o punk rock e o próprio indie rock. Várias gravadoras proeminentes de indie rock foram fundadas no final da década de 1970 e no início dos anos 1980. Algumas delas são a Dischord Records de Washington, D.C. em 1980, a Sub Pop Records de Seattle em 1986, a Matador Records de Nova York e a Merge Records de Durham, Carolina do Norte em 1989. A Touch and Go Records de Chicago foi fundada como uma fanzine em 1979 e começou a lançar discos durante a década de 1980.
The Jesus and Mary Chain, junto com Dinosaur Jr, indie pop e o dream pop de Cocteau Twins, foram as influências formadoras para o movimento shoegazing do final dos anos 1980. O nome deriva da tendência dos membros das bandas de olhar para seus pés e pedais de efeitos de guitarra no palco em vez de interagir com o público. Bandas como My Bloody Valentine, Slowdive e Ride criaram uma barulhenta sonoridade que obscurecia os vocais e melodias com longos riffs monótonos, distorção e efeitos de feedback.
O outro grande movimento no final da década de 1980 foi a cena Madchester. Regado em drogas, as bandas criaram uma proeminente cena musical a partir da boate The Haçienda, de propriedade da New Order e da Factory Records em Manchester. As bandas de destaque do Madchester foram Happy Mondays e The Stone Roses, que misturavam ritmos de acid house dance, soul e funk com guitarra pop melódica.

### Desenvolvimento: anos 1990

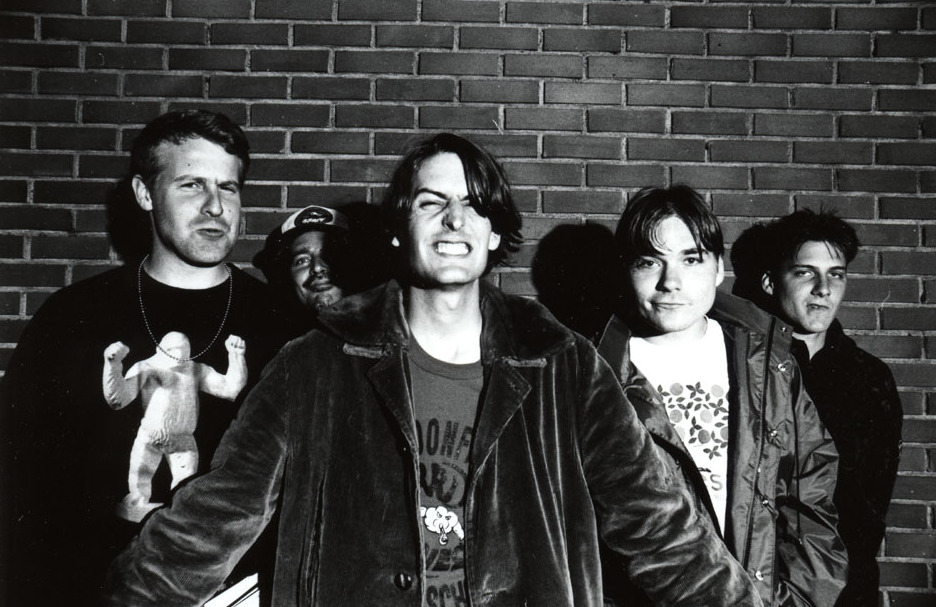
Pavement em Shibuya, Tóquio

#### O alternativo entra nomainstream
A década de 1990 trouxe grandes mudanças para a cena do rock alternativo. Bandas de grunge como Nirvana, Pearl Jam, Soundgarden e Alice in Chains entraram no mainstream, alcançando sucesso nas paradas comerciais e ampla exposição. Bandas de punk rock revival como Green Day e The Offspring também se tornaram populares e foram agrupadas sob o guarda-chuva "alternativo". Da mesma forma, no Reino Unido, o britpop viu bandas como Blur e Oasis emergirem no mainstream, abandonando os elementos regionais, de pequena escala e políticos da cena indie dos anos 80. Bandas como Hüsker Dü e Violent Femmes foram proeminentes durante este período de tempo e permaneceram iconoclastas, embora não sejam frequentemente citadas como inspirações para a atual geração de indie rockers.
Como resultado do aparecimento bandas de rock alternativo no mainstream, o termo "alternativo" perdeu seu significado contracultural original e começou a se referir à nova forma de música comercialmente mais leve que agora estava alcançando sucesso no mainstream. Argumentou-se que até mesmo o termo "vendido" perdeu seu significado quando o grunge tornou possível que um movimento de contra cultura, não importa quão radical, fosse cooptado pelo mainstream, formando uma cultura individualista e fragmentada. Permanecer independente tornou-se uma escolha para algumas bandas, ao invés de se tornara parte da indústria fonográfica em detrimento de um ideal, já que a resistência ao mercado evaporou-se em favor de uma cultura mais sinérgica.

#### Cenalo-fieslacker rock
O termo "indie rock" tornou-se associado às bandas e gêneros que permaneceram dedicados ao seu status independente. Mesmo as bandas grunge, após sua ruptura com o sucesso, começaram a criar música com som mais independente, distorcendo ainda mais as produções. Ryan Moore argumentou que na esteira da apropriação do rock alternativo pela indústria da música corporativa, o que ficou conhecido como indie rock se voltou cada vez mais para o passado para produzir formas de rock "retrô" que se baseavam no garage rock, surf rock, rockabilly, blues, country e swing.
Algumas bandas usaram um som lo-fi que evitava técnicas de gravação rebuscadas, usando do ethos faça você mesmo. Este estilo foi liderado por Beck, Sebadoh e Pavement, que se juntaram às bandas ecléticas de folk e rock do coletivo Elephant 6, incluindo Neutral Milk Hotel, Elf Power e Of Montreal.
Nos Estados Unidos, a cena de indie rock dos anos 1990, intimamente ligada ao já mencionado movimento lo-fi, incluiu bandas como Pavement, Sebadoh, Guided by Voices, Built to Spill e Modest Mouse. O álbum do Pavement de 1992, Slanted and Enchanted, é considerado um dos álbuns mais marcantes desta época, mesclando características de indie rock, lo-fi e slacker rock. A Rolling Stone chamou Slanted and Enchanted de "um álbum de indie rock por excelência" e o colocou na lista dos 500 maiores álbuns de todos os tempos. Houve outros lançamentos notáveis de lo-fi durante esse período, como Bee Thousand do Guided by Voice, que foi gravado em gravadores multicanais de quatro faixas e outros dispositivos de gravação domésticos. Na segunda metade da década, o grupo de Washington, Modest Mouse, continuou com a tradição abrasiva do lo-fi com o lançamento de 1997 de The Lonesome Crowded West.
Outras cenas regionais existiram durante o início e meados da década de 1990. A revista Spin publicou um artigo de 1992 sobre o "triângulo" da Carolina do Norte (Raleigh, Durham e Chapel Hill), descrevendo uma cena crescente de bandas de indie-rock que foram influenciadas pelo hardcore punk e pós-punk. A cidade universitária de Chapel Hill, foi apelidada de "próxima Seattle" por olheiros da indústria, devido ao aparecimento de bandas como Archers of Loaf, Superchunk e Polvo. O single "Slack Motherfucker" do Superchunk também foi creditado com a popularização do estereótipo "slacker" e foi chamado de hino definidor do indie-rock dos anos 90.
Em Chicago, a cena DIY dos anos 1990 foi descrita como uma polinização cruzada de indie-rock, pós-punk e jazz. Embora esse estilo de música tenha ganhado força desde o início, no final da década o interesse da indústria e do público diminuiu. Os críticos apontaram a mudança de gostos musicais, com aumento de popularidade de outros gêneros pop e rock como um fator chave que levou ao declínio dessa cena.

#### Indie eletrônico
O Indie eletrônico ou indietronica abrange artistas baseados no rock que compartilham uma afinidade pela música eletrônica, usando samplers, sintetizadores, baterias eletrônicas e programas de computador. Não se trata exatamente de um gênero musical mas uma tendência do início dos anos 1990 de produções que seguiram as tradições da música eletrônica antiga (compositores da BBC Radiophonic Workshop), krautrock e synth-pop. Os precursores desta tendência foram as bandas inglesas Disco Inferno, Stereolab e Space. A maioria dos músicos do estavam ligados às gravadoras independentes Warp, Morr Music, Sub Pop e Ghostly International. Alguns exemplos de grupo do gênero incluem Broadcast, MGMT, LCD Soundsystem e Animal Collective.

#### Diversificação
No final da década de 1990, o indie rock desenvolveu vários subgêneros e estilos relacionados. Seguindo o indie pop, os gêneros que mais se popularizaram foram o lo-fi, noise pop, sadcore, post-rock, space rock e math rock. O trabalho do grupo Talk Talk e Slint ajudou a inspirar o post-rock (um estilo experimental influenciado pelo jazz e pela música eletrônica, iniciado por Bark Psychosis e adotado por bandas como Tortoise, Stereolab e Laika), e o math rock, mais denso e complexo, baseado em guitarras, desenvolvido por artistas como Polvo e Chavez. O álbum Keep It Like a Secret de 1999 do Built to Spill ajudou a moldar o som indie rock do início dos anos 2000.
O Space rock voltou-se para as raízes progressivas, com bandas minimalistas e pesadas como Spacemen 3 na década de 1980, Spectrum, Spiritualized, e grupos posteriores, incluindo Flying Saucer Attack, Godspeed You! Black Emperor e Quickspace. Em contraste, o sadcore enfatizava a dor e o sofrimento através do uso melódico de instrumentação acústica e eletrônica na música de bandas como American Music Club e Red House Painters.
O renascimento do pop barroco reagiu contra a música lo-fi e experimental, enfatizando a melodia e a instrumentação clássica, com artistas como Arcade Fire, Belle and Sebastian, Rufus Wainwright, Beirut e The Decemberists. Em 1996, Pinkerton do Weezer, introduziu o gênero emo para um público mais amplo e ligado ao mainstream.

### Proliferação: anos 2000

#### Interesse comercial e crescimento

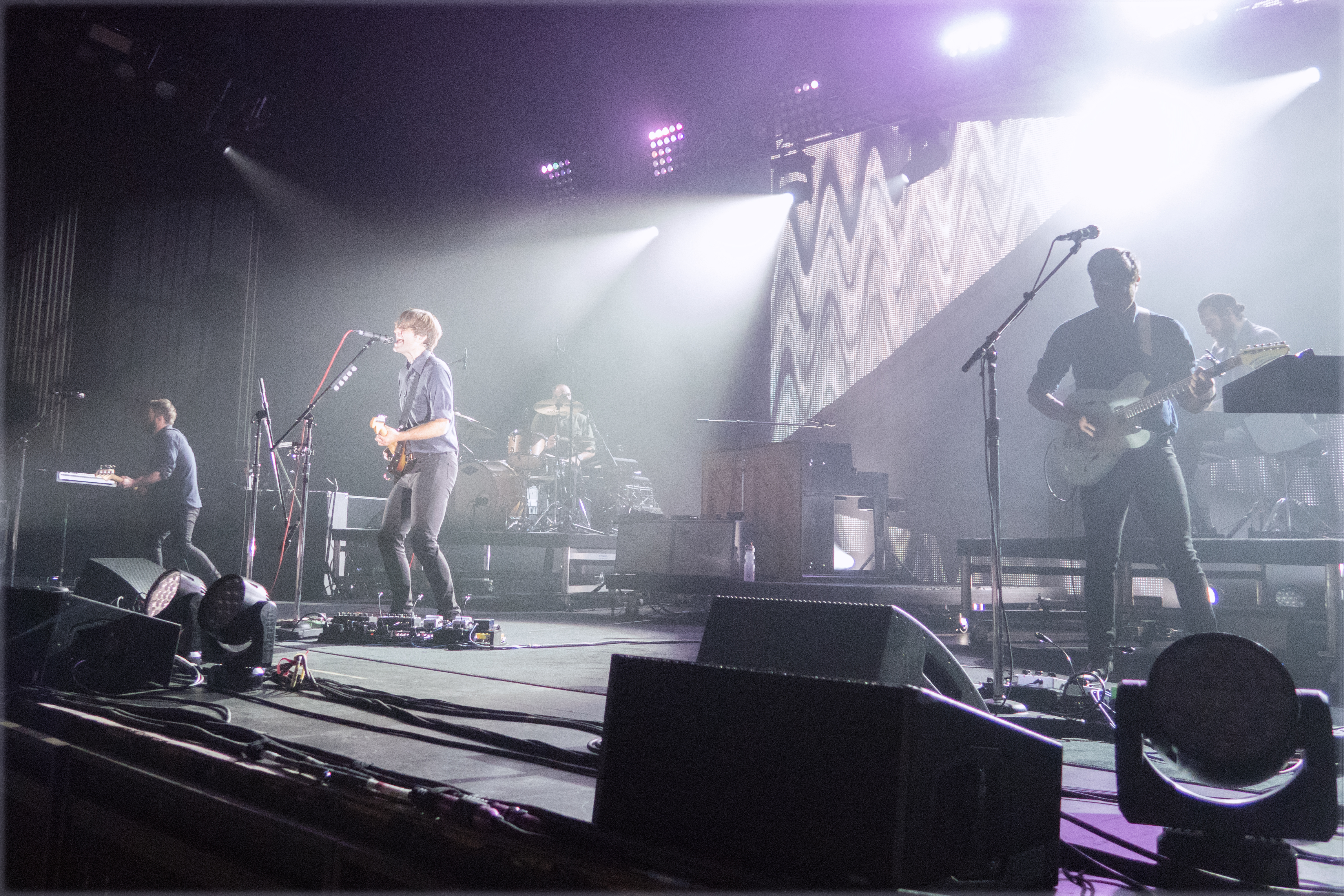
Death Cab for Cutie no The Paramount em Seattle em 2015

Nos anos 2000, a mudança na indústria da música, o declínio nas vendas de discos, o crescimento da nova tecnologia digital e o aumento do uso da Internet como ferramenta de divulgação da música, permitiram que uma nova onda de bandas de indie rock alcançasse o sucesso. As bandas indie existentes que agora eram capazes de entrar no mainstream eram musicalmente e emocionalmente mais complexas, tais como Modest Mouse (cujo álbum Good News for People Who Love Bad News de 2004 alcançou o top 40 dos EUA e foi indicado ao Grammy), Bright Eyes (que em 2004 teve dois singles no topo da revista Billboard Hot 100 Single Sales) e Death Cab for Cutie (cujo álbum Plans de 2005 estreou no número quatro nos EUA, permanecendo nas paradas da Billboard por quase um ano e alcançando o status de platina e uma indicação ao Grammy). Esse novo avanço comercial e o uso generalizado do termo indie para outras formas de cultura popular levaram vários comentaristas a sugerir que o indie rock havia deixado de ser um termo significativo e talvez até "morrido".
Rob Mitchum introduziu a ideia de que bandas de indie rock haviam se tornado "rock de paizão" ou, no termo original "dadrock" quando ele usou o termo pela primeira vez em um review da Pitchfork em 2007 do álbum Sky Blue Sky da banda alt-country Wilco. Mitchum disse que ouviu o termo sendo usando por Chris Ott da Pitchfork, que por sua vez, diz ter ouvido o termo sendo usado na imprensa britânica da década de 1990 quando eles descreviam bandas de Britpop como Oasis e Kula Shaker.

#### Pós-punkrevival

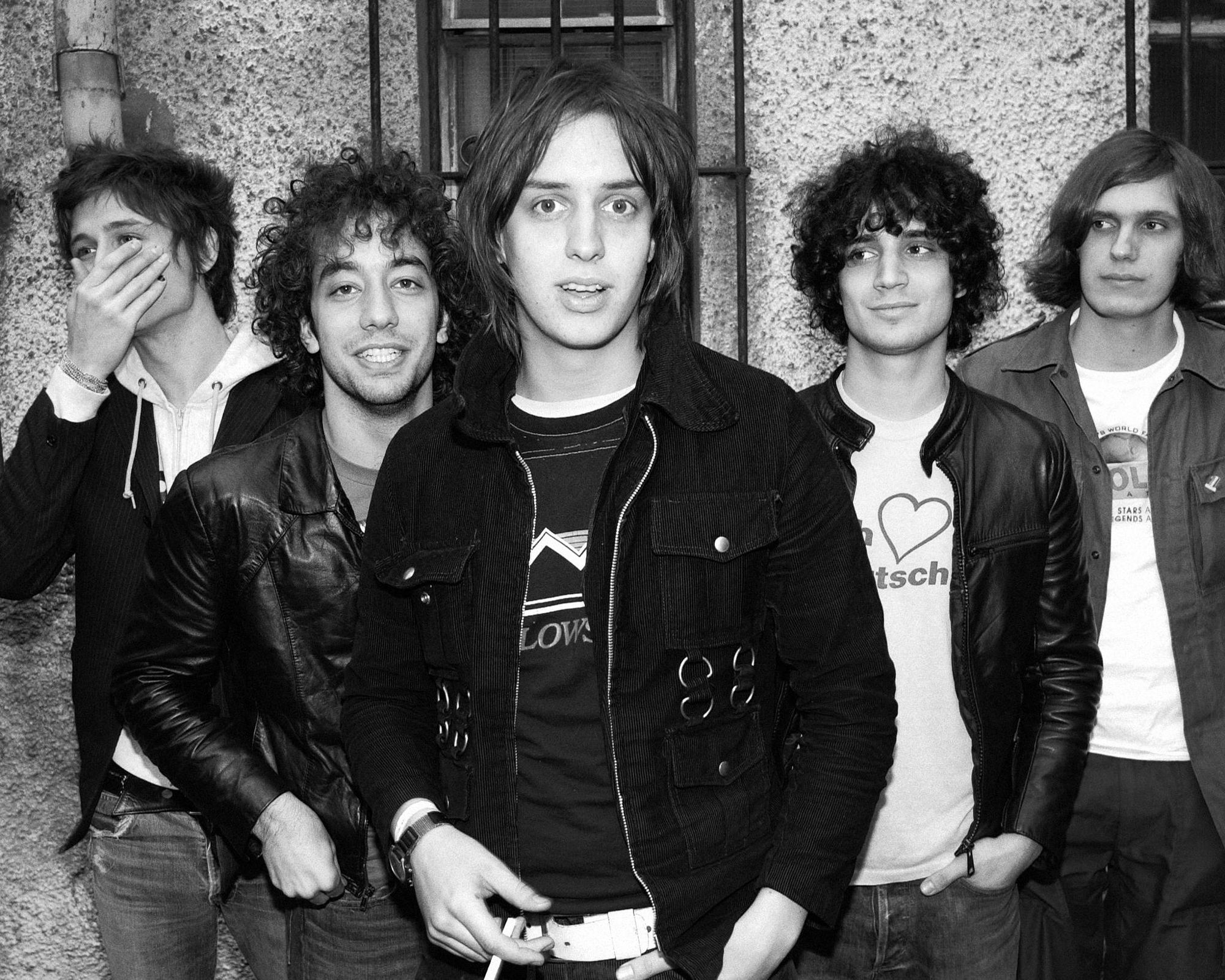
A banda americana The Strokes em 2002

No início dos anos 2000, o chamado pós-punk revival surgiu no mainstream através de um novo grupo de bandas focadas numa versão despojada e de volta ao básico do rock com guitarras. Devido ao fato destas bandas terem vindo de vários países distintos, carregando diversas influências (do blues tradicional, passando pela new wave ao grunge) e adotando diferentes estilos de vestimenta, sua unidade como gênero musical foi contestada.
O avanço comercial do gênero veio no início dos anos 2000 com os sucessos de The Strokes, The White Stripes, The Vines e The Hives. Eles foram batizados por partes da mídia como as "The" bands e apelidados de "os salvadores do rock and roll", levando a revista Rolling Stone a declarar em sua capa de setembro de 2002, "O rock voltou!".
Uma segunda onda de bandas conseguiu ganhar reconhecimento internacional como resultado do movimento revival incluiu Interpol, The Black Keys, The Killers, Kings of Leon, Modest Mouse, The Shins, The Bravery, Spoon, The Hold Steady e The National nos EUA; e Franz Ferdinand, Bloc Party, The Futureheads, The Cribs, The Libertines, Kaiser Chiefs e The Kooks no Reino Unido. Arctic Monkeys foi a banda mais proeminente a obter sucesso comercial inicial com uso das redes sociais da Internet, com dois singles no topo das paradas e o álbum Whatever People Say I Am, That's What I'm Not de 2006 que se tornou o álbum de estréia mais vendido na história das paradas britânicas.

#### Emo
Durante a década de 1990, grupos, como Sunny Day Real Estate e Weezer, diversificaram o gênero emo de suas raízes hardcore punk. Vários grupos emo do meio-oeste dos EUA começaram a se formar em meados da década de 1990, incluindo The Promise Ring, The Get Up Kids e American Football. O emo também invadiu a cultura mainstream no início dos anos 2000, com o disco de platina para Bleed American de Jimmy Eat World em 2001 e para The Places You Have Come to Fear the Most de Dashboard Confessional em 2001. O novo emo tinha um som mais refinado do que na década de 1990 e um apelo muito maior entre os adolescentes do que suas encarnações anteriores. Ao mesmo tempo, o uso do termo "emo" expandiu-se para além do gênero musical, tornando-se associado à moda, ao penteado e a qualquer música que expressasse emoção. Durante meados dos anos 2000, emo foi tocado por artistas ganhadores de multos discos de platina como Fall Out Boy, My Chemical Romance, Paramore e Panic! at the Disco.

#### Landfill indie
No final dos anos 2000, a proliferação de bandas indie no Reino Unido que apareceram após o sucesso de The Strokes e The Libertines, estava sendo referida como "Landfill indie" ou "lixeira indie", uma descrição cunhada por Andrew Harrison da revista The Word. Várias bandas alcançaram um sucesso rápido, mas insustentável, como The Pigeon Detectives, Joe Lean & The Jing Jang Jong e The Paddingtons.
Como a ideia de indie dos anos 1980 (baseado em bandas autofinanciadas e independentes) foi desvalorizada ao longo da era do Britpop, de modo que o indie acabou se tornando apenas uma forma da música pop contemporânea baseada em guitarras, uma série de novos grupos começaram a ser associados com o antigo termo "pós-punk", embora até então esses revivalistas fossem uma espécie de "pós-pós-Britpop". Bandas que hoje se enquadram nesta categoria são Editors e Maxïmo Park.
Alguns álbuns continuaram a ter sucessos comerciais, como West Ryder Pauper Lunatic Asylum de Kasabian (2009); Humbug do Arctic Monkeys (2009), que alcançou o número um no Reino Unido;  o The Suburbs (2010) do Arcade Fire; Turn Blue do The Black Keys ( 2014); Walls (2016) do Kings of Leon; Wonderful Wonderful (2017) do The Killers, que alcançou o primeiro lugar nas paradas da Billboard nos Estados Unidos.

## No Brasil
A cena indie rock brasileira surgiu em São Paulo no fim dos anos 1980, se espelhando nos moldes das bandas indie dos Estados Unidos, sendo inicialmente alvo de rejeição devido à falta de originalidade por cantarem em inglês. O primeiro disco registrado de indie rock brasileiro é Outsider (1988), da banda Maria Angélica Não Mora Mais Aqui. Na década de 1990 PELVs e Pin Ups ampliaram o alcance da cena indie, com estética inspirada em Spaceman 3.
Somente nos anos 2000 a cena indie conseguiu se profissionalizar ao apostar em letras em língua portuguesa e produções originais, conseguindo desde contrato com gravadoras, até espaço nas rádios, na MTV Brasil e no mainstream. Nesta época a bolha indie foi furada especialmente quando Moptop, Gram e Autoramas conseguiram indicações ao MTV Video Music Brasil e Cansei de Ser Sexy atingiu fama internacional e colocou músicas no Billboard Hot 100 dos Estados Unidos. Destacam-se também nessa fase Vanguart, Cachorro Grande, Vivendo do Ócio e Thee Butchers’ Orchestra.
Na década de 2010 surgiram outros artistas como Tiago Iorc, A Banda Mais Bonita da Cidade, Stevens, O Terno, Carne Doce, Boogarins, Far from Alaska, Selvagens à Procura de Lei, Supercombo e Vespas Mandarinas.

## Subgêneros
- Pop barroco: um folk rock baseado nos anos 60 misturado com o experimentalismo e acompanhando frequentemente com uma orquestra de estilo clássico. (Arcade Fire, Florence and The Machine, Fiona Apple, Lana Del Rey, Tori Amos e The Decemberists)
- Britpop: estilo que mistura quase toda a história do rock britânico, desde a invasão britânica (Beatles, Rolling Stones, Small Faces), passando por bandas de punk rock (Buzzcocks, Wire), até chegar em Stone Roses e Happy Mondays. Bandas desse estilo costumam ser bastante diversificadas e ecléticas. (Supergrass, Blur, Franz Ferdinand, Oasis, Suede, Pulp)
- Dance-punk: mistura de pós-punk com ritmos da dance music, adicionando eventualmente o funk dos anos 70. (Datarock, LCD Soundsystem, !!!, Death From Above 1979, The Rapture)
- Dunedin sound: uma variação de indie pop diferenciado com guitarras "jingly-jangly", baixo repetitivo e algumas vezes bateria. (Superette, Garageland, The Bats e The 3Ds)
- Indie pop: estilo baseado em guitarras mas voltado ao mainstream e cultura pop (Enon, Blonde Redhead, Charlotte Gainsbourg, Marina and the Diamonds, Lana Del Rey, Melanie Martinez, Paloma Faith, Grimes, Blood Red Shoes, Liam Finn, The Hush Sound)
- Rock de garagem: estilo de rock baseado nos anos 60 com grande influência do Delta Blues. (The Strokes, The Hives, The Von Bondies, The Datsuns, The White Stripes, Eagles Of Death Metal)
- Madchester: estilo que mescla indie rock com dance music e pop psicodélico. Letras do estilo são geralmente muito influenciadas pela estética e cultura das drogas sintéticas. (Happy Mondays, Stone Roses, Inspiral Carpets)
- Math rock: mistura riffs dissonantes e batidas pouco usuais (7/8. 11/8 ou 13/8 por exemplo). O Math rock é um estilo complexo que funde o heavy metal, progressivo e até mesmo punk. (Don Caballero, 1.6 Band, Bellini, Braid, The Jesus Lizard)
- Indie folk: revival do folk dos anos 60 com elementos do indie rock. (Beirut, Aqualung, Kings of Leon, Neutral Milk Hotel, Devendra Banhart,  Damien Rice ,The Decemberists)
- Noise rock: mistura do ethos punk rock com distorções pesadas, ecos, feedbacks e várias outras efeitos característicos bastante encontradas no rock dos anos 80. (The Jesus and Mary Chain, Sonic Youth, Dinosaur Jr., Wavves, Butthole Surfers, Sleigh Bells)
- Post-punk revival: mistura de guitarras punk, riffs vindo de bandas como Television e Gang Of Four, os teclados da new wave, algumas vezes da música eletrônica. Tudo isso baseado numa melodia pós-punk. (The Killers, Bloc Party, Franz Ferdinand, The Futureheads e Interpol)
- Slowcore (ou Sadcore): baseado no rock alternativo com batidas lentas e letras tristes, se confunde muito com o indie do final dos anos 80. (Low, (Smog), Galaxie 500, Pedro the Lion)
- Twee pop: mistura melodias e letras doces. A sonoridade é a partir de guitarras leves, vocais femininos e, às vezes, instrumentos de criança. (Camera Obscura, Belle & Sebastian, Pato Fu, The Flaming Lips, Architecture in Helsinki)
- Dream pop: estilo musical surgido nos anos 80 que misturava as composições tradicionais do rock alternativo e neo-psicodelia com melodias viajantes, quase sempre com vocais sussurrados e com diversas texturas. (My Bloody Valentine, Beach House, Cocteau Twins, Galaxie 500, Iiris, Slowdive e Spiritualized)